# شکل‌گیری کوه

راندگی و حرکت گسل‌های معکوس از عوامل مهم فرایند شکل‌گیری کوه‌ها هستند.

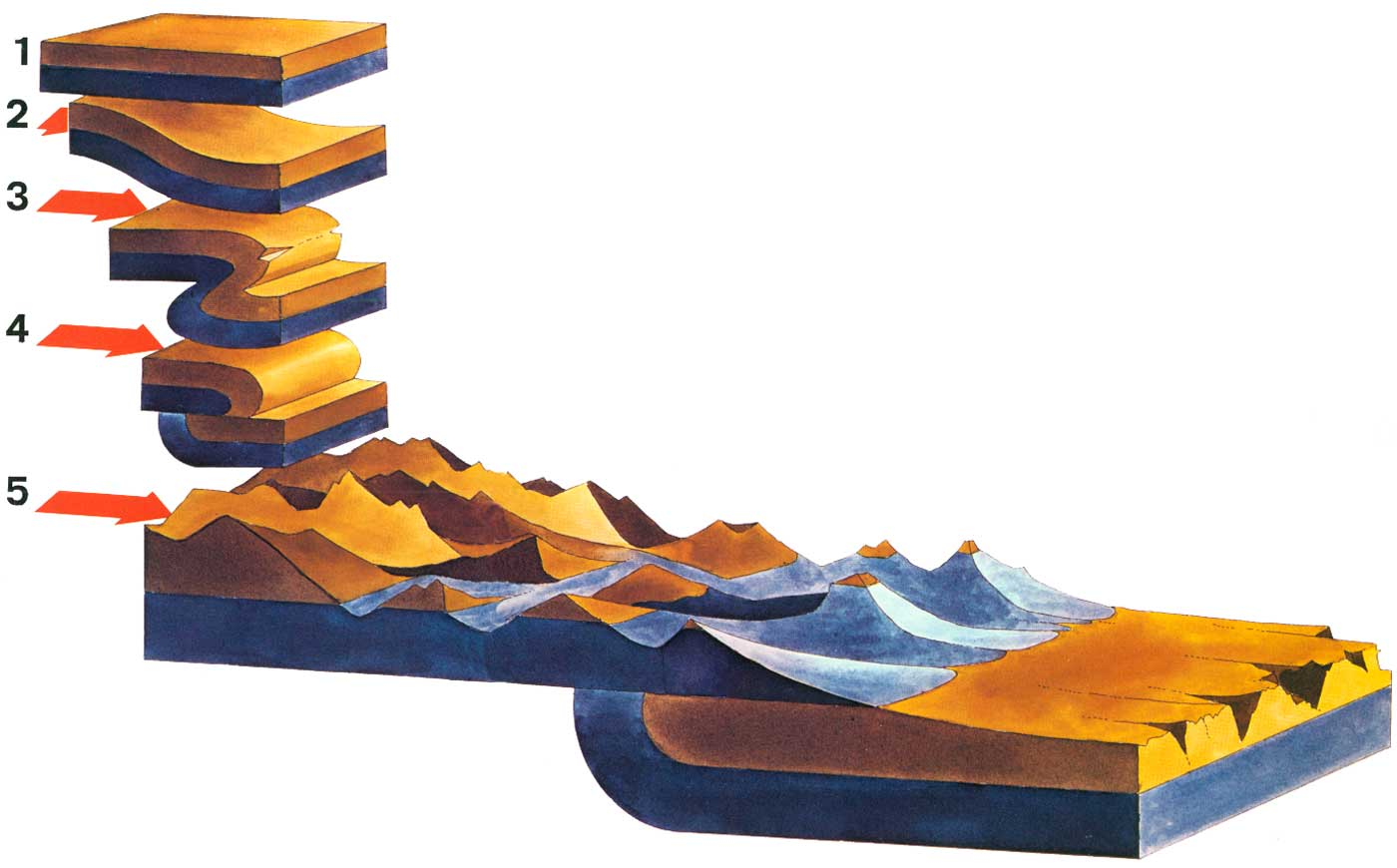
تشکیل کوه بر روی یک چین رانده‌شده.

شکل‌گیری کوه فرایندی زمین‌شناختی که زمینه تشکیل کوه‌ها به‌شمار می‌رود. این فرایندها با حرکات بزرگ‌مقیاس پوسته زمین (زمین‌ساخت صفحه‌ای) همراه و به آن مرتبط است. چین‌خوردگی، گسل‌خوردگی، فعالیت‌های آتشفشانی، دگرگونی شدن و توده‌های نفوذی همگی بخشی از فرایند کوه‌زایی تشکیل کوه‌ها به‌شمار می‌روند. دانش شناخت چشم‌اندازها و پدیده‌های مشخص از نظر نقش زمین‌ساخت در تشکیل و تکامل آنکتونیمورفولوژی نام دارد و مطالعه زمین‌شناختی فرایندهای جوان‌تر و کنونی فعال نئونومیک (نوزمین‌ساخت) نامیده می‌شود.